# كلوي بينيت
كلو بينيت (بالإنجليزية: Chloe Bennet)‏ و (بالصينية: 汪可盈) وإسمها الحقيقي كلو وانغ (بالإنجليزية: Chloé Wang)‏ وهي ممثلة ومغنية أمريكية ولدت في يوم 18 أبريل 1992 في مدينة شيكاغو في ولاية إلينوي في الولايات المتحدة ومثلت في مسلسل Agents of S.H.I.E.L.D.

## روابط خارجية
- كلوي بينيت على موقع IMDb (الإنجليزية)
- كلوي بينيت على موقع روتن توميتوز (الإنجليزية)
- كلوي بينيت على موقع ألو سيني (الفرنسية)
- كلوي بينيت على موقع ميوزك برينز (الإنجليزية)
- كلوي بينيت على موقع ميوزك برينز (الإنجليزية)
- كلوي بينيت على موقع قاعدة بيانات الفيلم (الإنجليزية)
- كلوي بينيت على موقع كينوبويسك (الروسية)